# Кирилловская стоянка
Кирилловская стоянка (Киево-кирилловская стоянка) — археологическая стоянка эпохи позднего палеолита в Киеве, древнее поселение первобытных людей на Подоле в Юрковице неподалёку от Кирилловской церкви (раскопана на улице Кирилловской, дома № 59—65). Считается древнейшим поселением на территории нынешнего Подола.

## История
Открыта и исследована в 1893 году археологом Викентием Хвойкой. В августе 1893 года Хвойка, следя за земляными работами, осуществляемых на Кирилловских высотах по улице Кирилловской, 81, заметил в разрезе горы, на глубине 19 метров некое круглое желтовато-белое пятно, которое вблизи показалось ему бивнем мамонта, что подтвердил вызванный им профессор Киевского университета Владимир Антонович. Позже Хвойка нашёл там же и кремнёвые орудия.
Стоянка находилась на 20-метровой глубине глины и простиралась на 1000 м² (0,1 га). Здесь найдены останки свыше 60 мамонтов, множество обожжённых костей и много угля и пепла (кое-где 40—50 см толщиной). Среди костей мамонтов были и кости носорогов, зубы пещерного медведя и льва. Среди каменного снаряжения найдены кремнёвые ножи и скребки, причём наиболее ценными для культуры того времени были клыки мамонта, покрытые резным орнаментом.
Датируется возрастом приблизительно 20 тыс. лет, но высказываются гипотезы о большей древности поселения.
Для Кирилловской стоянки и стоянки Борщёво 2 костёнковско-борщёвской группы отмечены такие общие черты кремнёвых инвентарей как призматическая техника раскалывания, небольшие размеры орудий (до 5 см), преобладание концевых скребков на пластинах, много сечений пластин. Нижний слой Кирилловской стоянки отличается преобладанием резцов, полученных без использования ретуши.
Ко времени максимального похолодания (21 000—17 000 лет назад), кроме Кирилловской, в центре Восточно-Европейской равнины, относятся стоянки: Мачун, Фастов, Гонцы, Чулатово 2, Бужанка, Селище, Межиричи, Добраничевка, Протасов яр, Семёновка, Мезинская, Коршево 1, Костёнки 5 слой 1-а, Костёнки 2, Костёнки 3, Костёнки 19, Костёнки 21 слой 2, Борщёво 1, Юдиново 1, Юдиново 2, Юдиново 3, Погон, Октябрьское 2 верхний слой и Радомышль.
Стоянки Кирилловская, Мезинская, Межиричская, Добраничевка, Тимоновка 1-2, Супонево, Юдиново, Гонцы, Радомышль, Пушкари 1, Бердыж, Авдеево и Хотылёво 2 образуют Днепро-Деснинский район охотников на мамонтов.